# Donji Dubovik (gmina Višegrad)
Donji Dubovik (cyr. Доњи Дубовик) – wieś w Bośni i Hercegowinie, w Republice Serbskiej, w gminie Višegrad. W 2013 roku liczyła 13 mieszkańców.